# Балка П'ята
Балка П'ята — балка (річка) в Україні у Щастинському районі Луганської області. Ліва притока річки Айдару (басейн Дону).

## Опис
Довжина балки приблизно 13,68 км, найкоротша відстань між витоком і гирлом — 11,81 км, коефіцієнт звивистості річки — 1,16. Формується декількома балками та загатами. На деяких ділянках балка пересихає.

## Розташування
Бере початок у селищі Перемога. Тече переважно на південний захід через село Петропавлівське і впадає в річку Айдар, ліву притоку річки Сіверського Дінця.

## Цікаві факти
- У пригирловій частині балку перетинає автошлях Н21[3] (автомобільний шлях національного значення на території України, Старобільськ — Луганськ — Хрустальний — Макіївка — Донецьк. Проходить територією Луганської та Донецької областей.).
- У XX столітті на балці існували водокачки, газгольдер та газова свердловина[2], а у XIX столітті — багато вітряних млинів[1].